# Premier livre de pièces à une et à deux violes

Madame Henriette jouant de la basse de viole, par Jean-Marc Nattier, huile sur toile, 246 x 185 cm, château de Versailles.

Le Premier livre de pièces à une et à deux violes est un recueil de pièces de musique baroque pour une ou deux violes (plus précisément pour basses de viole) avec basse continue du compositeur français Marin Marais parût le 20 août 1686,. Le livre est dédié à Jean-Baptiste Lully. Il comprend un total de 93 pièces qui se répartissent en 72 pièces pour une viole groupées en sept suites, 17 pièces pour deux violes groupées en deux suites et quatre pièces indépendantes, une pour une viole et trois pour deux violes,,.
Avec la publication de ce recueil Marin Marais s'affirme tout à la fois comme un compositeur fécond et inventif, comme un virtuose prestigieux, et enfin comme un pédagogue. Ce recueil est le premier d'une série de cinq livres que Marin Marais va publier : le Second livre en 1701, le Troisième livre 1711, le Quatrième livre en 1717 et le Cinquième livre en 1725, soit un total de 584 pièces écrites pour une ou deux violes et basse continue.

## Préface
« À Monsieur de Lully
Monsieur,
Je ferois une faute inexcusable, si, ayant l'honneur d'être un de vos Élèves, et vous étant attaché par tant d'autres obligations qui me sont particuliers, je ne vous offrois les essais de ce que j'ay appris en executant vos sçavantes et admirables Compositions. Je vous presente donc ce recüeil et comme à mon Sur-Intendant et comme à mon bienfaîcteur. Je vous le présente aussi comme au premier homme qui ait jamais êté dans tous les divers caracteres de la Musique. Personne ne vous conteste ce tître. Les plus beaux génies confessent qu'ils n'ont point de route plus seure et plus facile, pour réüssir dans cette profession, que l'étude de vos Ouvrages. Tous les Princes de l'Europe, qui veulent faire fleurir les Arts dans leurs États n'en connoissent plus d'autres voies. Mais quels que puissent être ces avantages, ils vous laisseroient toujours quelque chose à souhaiter. Un seul a rempli vos désirs et vous a comblé de gloire. C'est d'avoir plû à LOUIS LE GRAND, et d'avoir fourni à la Postérité les Airs sur lesquels elle celebrera le Nom et les fameux exploits de ce Monarque. Vos chants êtoient les seuls qui pouvoient dignement accompagner leur immortelle Histoire. Ils passeront avec elle chez toutes les Nations. Déjà nous avons veu des Peuples que le bruit de la grandeur avoit attirés des climats les plut éloignez de nous, s'en retourner charmez de vos chansons autant qu'etonnez de la Majesté du Héros pour qui vous les composez. Quels fruits de vos travaux, mais en mesmes temps, quel honneur pour moi ! d'avoir un si Illustre Protecteur que vous, et de pouvoir tous les jours témoigner, par mon attachement et mon respect, que je suis, Monsieur, vôtre très humble, et très obligé serviteur.
Marais »

## Histoire
En publiant en 1686 son Premier livre de pièces à une et à deux violes, Marin Marais inaugure sa carrière de compositeur. Il a alors trente ans et est déjà un musicien confirmé. Il est en effet membre de l'orchestre de l'Académie royale de musique depuis environ 1675,. Et il est depuis 1679, officier de la Chambre (ou de la Chapelle) du roi. Le livre est dédié à Jean-Baptiste Lully qui depuis 1672 dirige l'Académie royale de musique, et donc son supérieur direct. Lully a, par ailleurs, joué jusque-là un rôle important dans la carrière de musicien de Marin Marais.
La publication de ce livre répond, pour Marin Marais, à une nécessité. Comme il l'indique dans l'« Avertissement », l'auteur avait auparavant communiqué certaines de ces pièces qu'il « accommodait » en fonction du niveau des exécutants, donc dans des versions plus ou moins difficiles. Or il précise : « Mais, ayant reconnu que cette diversité faisait un mauvais effet et qu'on ne les jouait pas telles que je les ais composées, je me suis enfin déterminé à les donner de la manière dont je les joues. » Ce qui tend à indiquer que certaines des pièces contenues dans ce livre ont pu être écrites à des époques bien antérieurs à la date de sa publication.
Lorsque le livre est publié en 1686, il comporte 72 pièces qui se répartissent en 65 pièces pour une viole groupées en quatre suites et en sept pièces pour deux violes groupées en une suite. Le recueil ne comporte pas non plus de parties de basses continues,.
En 1689 Marin Marais publie un recueil additif contenant les parties de basse continue. Dans la préface, le compositeur s'excuse pour la longueur de la gravure, et il l'explique par le soin qu'il a apporté au chiffrage de la basse continue. Ce chiffrage permet, comme il l'indique, de « les jouer sur le clavecin ou sur le théorbe, ce qui fait très bien avec la viole ». Ce recueil additif, en plus de la partie de basse continue pour l'ensemble des pièces publiées en 1686, comporte 21 nouvelles pièces qui se répartissent en sept pièces pour une viole groupées en une suite, 10 pièces pour deux violes groupées en une suite et quatre pièces indépendantes, un Tombeau de M. de Meliton pour deux violes, une Fantaisie en si mineur pour deux violes, un Sujet Diversitez pour deux violes qui comprend un thème et 20 variations et un Rondeau en sol mineur pour une viole. Marin Marais indique en outre que « Toutes ont été composées pour satisfaire à la demande de quelques étrangers qui souhaitent beaucoup d'en voir de moi de cette manière. »,.

## «Avertissement»

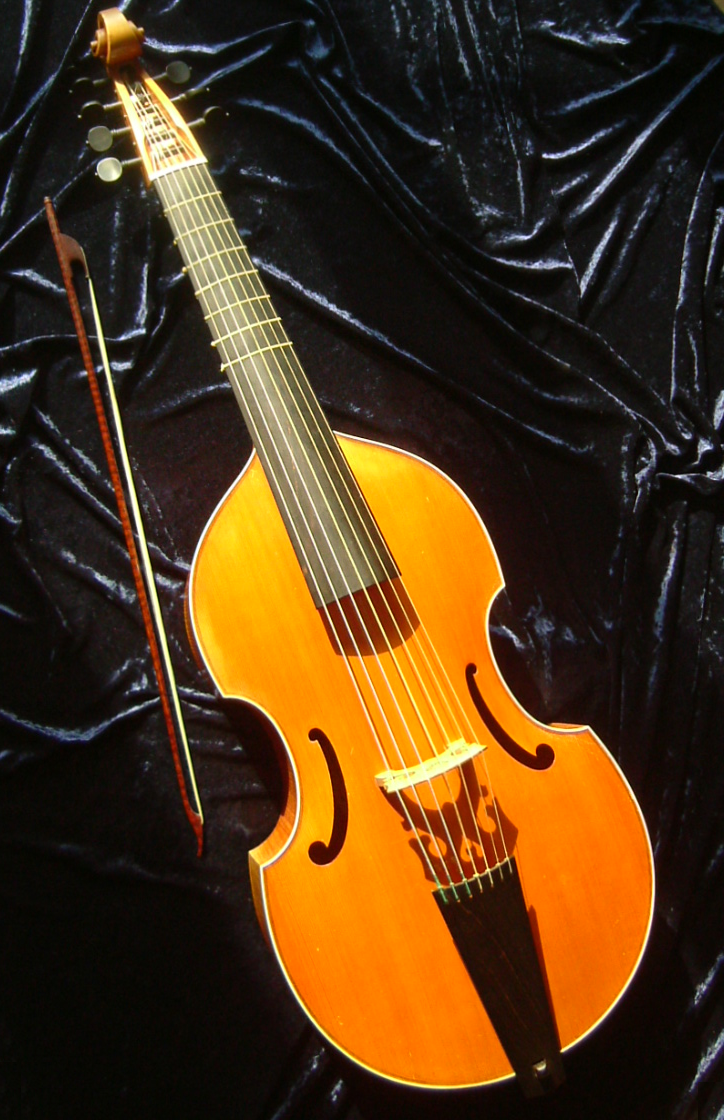
Basse de viole à sept cordes.

Après la préface, le recueil comporte un « Avertissement » de l'auteur. Marin Marais y donne un ensemble d'indications très précises. Elles portent, d'une part, sur les textes du recueil, avec les agréments notés et les signes qu'ils représentent. Et, d'autre part, sur le jeu de la viole. Marin Marais réclame notamment de ses interprètes qu'ils manient l'archet avec souplesse, ainsi que le port de main arrondi à la manière de Jean de Sainte-Colombe – l'ancien maître du compositeur. Ces précisions ont leur importance dans la mesure où, au moment où le recueil paraît, il existe une querelle sur la technique de jeu de la viole. Dans la position traditionnelle, qui est celle des violistes anglais, le pouce se place sous le manche, ce qui implique un déplacement du bras vers le haut lorsque le musicien doit écarter les doigts pour un plus grand intervalle ; ce qui suppose deux positions, l'une coude au corps et l'autre coude dégagé ; il faut passer de l'une à l'autre durant l'exécution. Cette position est défendue notamment par les violistes Du Buisson et De Machy. Mais d'autres violistes, tels Nicolas Hotman et surtout Jean de Sainte-Colombe, ont introduit une nouvelle technique qui consiste à placer le pouce face au deuxième doigt avec le coude légèrement soulevé et le poignet arrondi. De cette manière, la main peut s'ouvrir plus largement et atteindre des notes plus éloignées, ceci en évitant tout mouvement du bras. Cette technique est alors appelée le « beau port de bras de Monsieur de Sainte-Colombe ». Elle sera par la suite adoptée de façon générale par les violistes, car elle facilite la vélocité et la justesse du jeu, mais la question est encore vivement débattue en 1686,. Si Marin Marais prend clairement parti pour la seconde solution, il ne se montre cependant pas pour autant rigide sur ce point. En effet, il ajoute à l'attention de ceux qui pratiquent la première méthode : « Ceux néanmoins qui auront contracté une habitude contraire et qu'il leur serait difficile de réformer, ne doivent pas s'arrêter à cette nouvelle manière. ».
Marin Marais varie aussi le niveau de difficulté des pièces. Il indique ainsi que le recueil comprend, entre autres, des pièces relativement simples à jouer : « des chants simples [qui] sont du goût de bien des gens ». Mais que, à l'opposé, il comporte aussi des pièces d'un plus haut niveau et qui comportent notamment de nombreux accords : « plusieurs enfin qui en sont tout remplis pour les personnes qui aiment l'harmonie, et qui sont plus avancées ».
Dans la préface du recueil de basse continue de 1689, Marin Marais indique à propos des pièces nouvelles : « J'avoue qu'elles sont fort difficiles. Il n'est pourtant pas impossible de les exécuter [...] mais elles ont été faites exprès pour ceux qui auront une très grande habitude sur la viole ».

## Structure
Le recueil dans sa version définitive, en 1689,  comporte un total de 93 pièces, réparties comme suit :
- 72 pièces pour une viole réparties en cinq suites ;
- 17 pièces pour deux violes réparties en deux suites ;
- quatre pièces indépendantes pour une ou deux violes[a 2],[c 1].

Toutes ces pièces, avec le recueil additif paru en 1689, comportent une partie de basse continue. Les pièces pour une viole sont donc à deux voix et les pièces pour deux violes à trois voix.
Le terme « suite » n'est jamais employé dans le recueil. Les pièces sont simplement classées par tonalité, et seule la rencontre d'un prélude signale le passage d'une suite à une autre. L'ordre de succession habituel de la suite y est en général respecté : allemande, courante, sarabande et gigue ; cependant Marin Marais compose souvent plusieurs exemples de chacune de ces formes. Il suit en cela une habitude de l'époque, offrant à l'interprète un choix de pièces dans lequel il puisera en fonction du public, du moment, etc., ainsi qu'en fonction de ses capacités techniques. À ces pièces traditionnelles sont généralement jointes des danses, telles que des gavottes, des menuets ou des chaconnes, ou des pièces qui n'ont pas de lien avec la danse, comme des fantaisies ou des rondeaux, ou également des pièces à caractère, sous titrées, comme une Paysanne (Suite n° II), ou une Boutade (Suite n° IV),.

## Liste des mouvements

### Publication de 1686
- Suite en ré mineur n° I (pages 7 à 32 du recueil de 1686)[a 3].

1. Prélude (1)
2. Prélude (fantaisie) (2)
3. Prélude (3)
4. Prélude (4)
5. Fantaisie (5)
6. Allemande (6)
7. Allemande (double) (7)
8. Allemande 8
9. Allemande (double) (9)
10. Courante (10)
11. Courante (double) (11)
12. Sarabande (12)
13. Courante (13)
14. Courante (14)
15. Sarabande (15)
16. gigue (16)
17. Gigue (double) (17)
18. Gigue (18)
19. gigue (19)
20. Gigue (double) (20)
21. Fantaisie (21)
22. Rondeau (22)
23. Menuet (23)
24. Rondeau (24)
25. Menuet (25)
26. Gavotte en rondeau (26)
27. Gavotte (27)

- Suite en ré majeur n° II (pages 33 à 53 du recueil de 1686)[a 2].

1. Prélude (28)
2. Fantaisie (29)
3. Prélude (30)
4. Allemande (31)
5. Allemande (32)
6. Allemande (double) (33)
7. Courante (34)
8. Courante (35)
9. Courante (double) (36)
10. Sarabande (37)
11. Sarabande (38)
12. Gigue (39)
13. Gigue (40)
14. Paysanne (41)
15. Rondeau (42)
16. Gavotte (43)
17. Menuet (44)
18. Menuet (45)
19. Menuet (46)
20. Chaconne (47)

- Suite en sol mineur n° III (pages 54 à 62 du recueil de 1686)[c 1].

1. Prélude (48)
2. Allemande (49)
3. Courante (50)
4. Sarabande (51)
5. Gigue (52)
6. Gavotte (53)
7. Menuet (54)

- Suite en la majeur n° IV (pages 63 à 74 du recueil de 1686)[a 2].

1. Prélude (55)
2. Boutade (56)
3. Allemande (57)
4. Allemande (double) (58)
5. Courante (59)
6. Sarabande (60)
7. Sarabande (61)
8. Gigue (62)
9. Menuet 63)
10. Rondeau (64)

- Suite à deux violes en ré mineur (pages 75 à 88 du recueil de 1686)[c 1].

1. Prélude (65)
2. Allemande (66)
3. Courante (67)
4. Sarabande (68)
5. Gigue (69)
6. Gavotte (70)
7. Menuet (71)

### Publication additionnelle de 1689
- Suite à deux violes en sol majeur (pages 89 à 114 du recueil de basse continue de 1689)[c 1].

1. Prélude (73)
2. Allemande (74)
3. Courante (75)
4. Sarabande (76)
5. Gigue (77)
6. Gavotte en rondeau (78)
7. Menuet (79)
8. Gavotte (80)
9. Fantaisie en écho (81)
10. Chaconne (82)

- Tombeau de M. Meliton à deux violes (83) (pages 115 à 120 du recueil de basse continue de 1689)[c 1].

- Suite en fa dièse mineur (pages 72 à 83 du recueil de basse continue de 1689)[c 3].

1. Prélude (84)
2. Allemande (85)
3. Courante (86)
4. Sarabande (87)
5. Gigue (88)
6. Menuet (89)
7. Rondeau (90)

- Fantaisie en si mineur (91) (pages 84 à 89 du recueil de basse continue de 1689)[c 3].

- Sujet Diversitez (thème et 20 variations  (92) (pages 90 à 99 du recueil de basse continue de 1689)[c 3].

- Rondeau en sol mineur (93) (pages 100 à 101 du recueil de basse continue de 1689)[c 3].

## Analyse
Ce Premier livre de Marin Marais ne semble pas, a priori, se démarquer de la production contemporaine pour la viole. Néanmoins, une analyse du recueil permet d'y discerner, à côté de certains aspects typiques de la musique pour viole de l'époque, d'autres aspects qui sont en revanche plus originaux et innovants.
Il n'y a en effet pas d'innovations dans la structure du recueil ni dans la forme apparente des pièces. Conformément à ce qui se fait alors, ce sont généralement des pièces brèves et de coupe bipartie que les interprètes, conformément à une pratique de l'époque, étoffent par des reprises. Leur ordre, comme indiqué plus haut, suit le principe de la suite : enchaînement de danses précédées par un prélude. Enfin, la forme des pièces pour une ou deux violes a déjà été largement utilisée par nombre de ses prédécesseurs, notamment Hotman, De Machy et Sainte-Colombe.
Dans le même ordre d'idées, les suites à deux violes se rapprochent notamment des œuvres de Sainte-Colombe. La seconde viole y joue souvent un rôle d'accompagnement, mais elle se distingue toutefois de la basse continue par son écriture mélodique ou harmonique. Cependant, à de nombreux endroits, Marin Marais se distingue en lui faisant jouer en imitations de la première viole. Il utilise à d'autres endroits des procédés complexes : mouvements parallèles, à la tierce ou à la sixte, canons à une ou à plusieurs mesures d'intervalle. Ailleurs encore, le compositeur joue sur les contrastes sonores avec une partie qui joue des accords tandis que l'autre partie joue des broderies mélodiques.
Le Premier livre comprend cependant, dans sa grande majorité, des pièces pour une seule viole – 72 pièces à une viole pour 17 pièces à deux violes. De la même façon que pour les pièces à deux violes, les pièces à une viole semblent a priori être dans la continuité des compositions de l'époque, mais une analyse détaillée y révèle des originalités, à commencer par leur grand nombre.